# دانشگاه استرثکلاید
دانشگاه استرثکلاید (به انگلیسی: University of Strathclyde) یک دانشگاه تحقیقاتی دولتی در گلاسکو واقع در اسکاتلند است که در سال ۱۷۹۶ میلادی تأسیس شده و دومین دانشگاه قدیمی در شهر گلاسگو است. دانشگاه استرثکلاید دارای بیشترین تعداد دانشجویان مقاطع کارشناسی ارشد و دکتری را در بریتانیا است. تمرکز اصلی این دانشگاه بر رشته‌های مهندسی، اقتصاد، کسب‌وکار، حقوق، داروشناسی و داروسازی است. رشته ام‌بی‌ای در دانشگاه استرثکلاید از اعتبار بین‌المللی بسیاری برخوردار است، دانشکده مدیریت کسب‌وکار و اقتصاد این دانشگاه یکی از معدود دانشکده‌های دنیا است که فارغ‌التحصیلان آن مدرکی با اعتبار سه‌گانه (بریتانیا، آمریکا و اتحادیه اروپا) دریافت می‌کنند.
دانشگاه استرثکلاید از دانشگاه‌های فعال بریتانیا در زمینه همکاری بین‌المللی آموزشی است؛ از جمله دانشکده بازرگانی این دانشگاه برای چندین سال دوره‌های کارشناسی در رشته هتل‌داری و گردشگری در مقطع کارشناسی در هتل اوین تهران برگزار می‌کرد.

## تاریخچه
دانشگاه استرثکلاید در سال ۱۷۹۶ میلادی ابتدا با نام انستیتو اندرسون (به انگلیسی: Anderson Institute) تأسیس شد. در سال ۱۸۲۸ به دانشگاه تبدیل شد و پس از چندین ادغام و تغییر در سال ۱۹۶۴ به دانشگاه استرثکلاید تغییر نام داد و نخستین دانشگاه بریتانیا بود که عنوان «دانشگاه صنعتی» را کسب کرد.